# La Verrerie
La Verrerie är en kommun i distriktet Veveyse i kantonen Fribourg, Schweiz. Kommunen skapades den 1 januari 2004 genom sammanslagningen av kommunerna Le Crêt, Grattavache och Progens. La Verrerie hade 1 346 invånare (2023).